# Leptosciarella subpilosa
Leptosciarella subpilosa är en tvåvingeart som först beskrevs av Edwards 1925.  Leptosciarella subpilosa ingår i släktet Leptosciarella och familjen sorgmyggor. Arten är reproducerande i Sverige. Inga underarter finns listade i Catalogue of Life.